# ¡La propiedad es un robo!

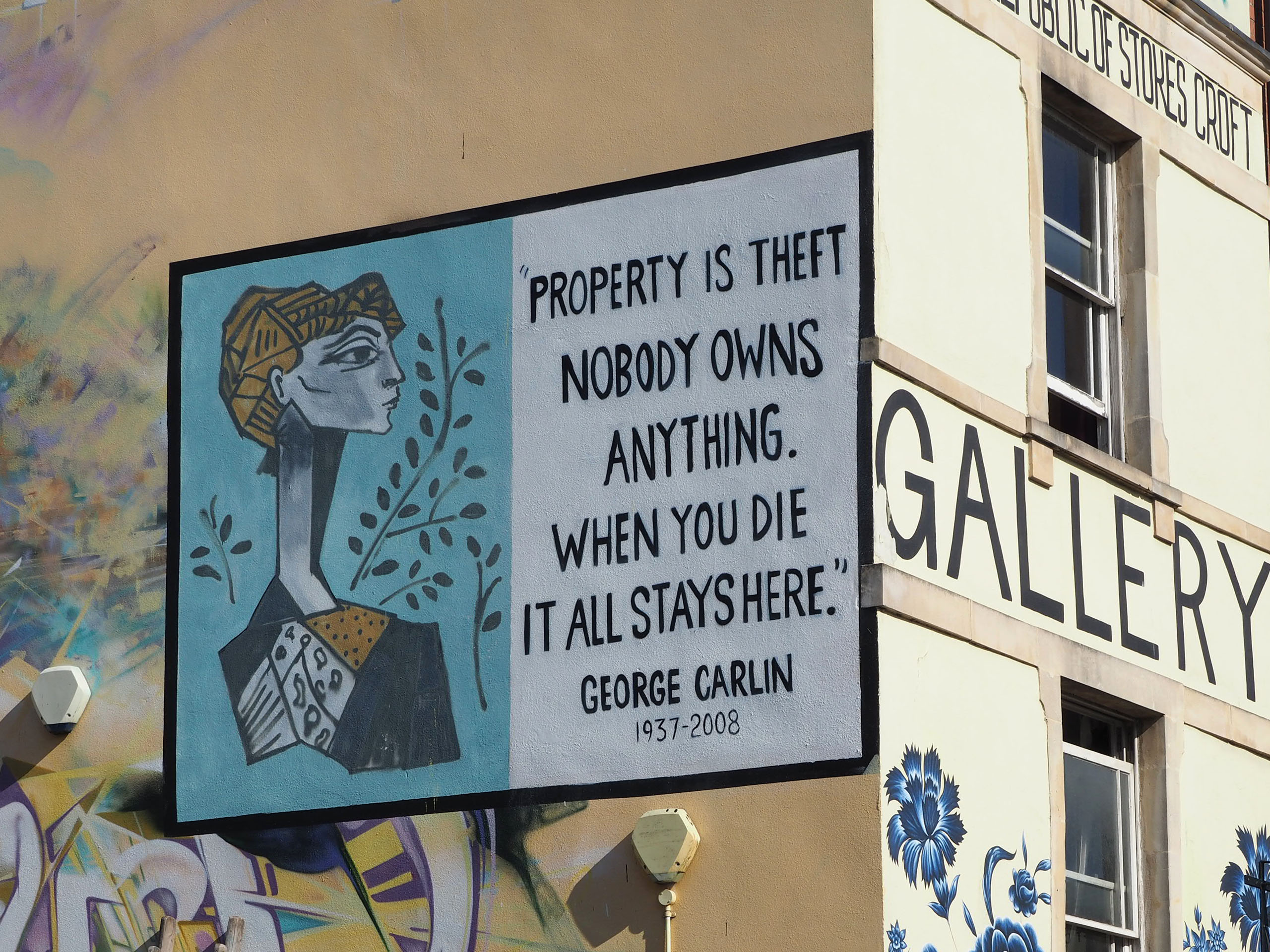
Mural de Bristol: "La propiedad es un robo, nadie posee algo. Cuando mueras todo se quedará aquí"
George Carlin (1937-2008).

"¡La propiedad es un robo!" (en francés: La propriété, c'est le vol!) es un eslogan acuñado por el anarquista francés Pierre-Joseph Proudhon en su libro de 1840 ¿Qué es la propiedad? o Una investigación sobre el principio de derecho y de gobierno.

Si tuviera que contestar a la siguiente pregunta: ¿qué es la esclavitud? y respondiera en pocas palabras: es el asesinato, mi pensamiento, desde luego, sería comprendido. No necesitaría de grandes razonamientos para demostrar que el derecho de quitar al hombre el pensamiento, la voluntad, la personalidad, es un derecho de vida y muerte, y que hacer esclavo a un hombre es asesinarlo. ¿Por qué razón, pues, no puedo contestar a la pregunta ¿qué es la propiedad?, diciendo concretamente: la propiedad es un robo, sin tener la certeza de no ser comprendido, a pesar de que esta segunda afirmación no es más que una simple transformación de la primera?
Pierre-Joseph Proudhon

## Descripción general
Por "propiedad", Proudhon se refería a un concepto relativo a la propiedad de la tierra que se originó en el derecho romano: el derecho soberano de propiedad, el derecho del propietario a hacer con su propiedad lo que le plazca, "a usarla y a abusarla", de modo que siempre y cuando al final se someta a un título sancionado por el Estado. Proudhon contrasta el supuesto derecho de propiedad con los derechos (que consideraba válidos) de libertad, igualdad y seguridad. Proudhon tenía claro que su oposición a la propiedad no se extendía a la posesión exclusiva de la riqueza generada por el trabajo.

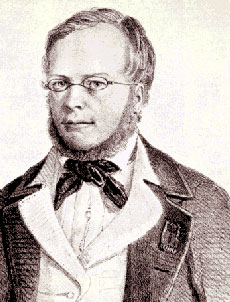
Proudhon en 1848.

En las Confessions d'un révolutionnaire Proudhon explicó con más detalle el uso de esta frase:

En mi primer memorando, en un ataque frontal al orden establecido, dije cosas como: ¡La propiedad es un robo! La intención era presentar una protesta, poner de relieve, por así decirlo, la inanidad de nuestras instituciones. En ese momento, esa era mi única preocupación. Además, en el memorándum en el que demostré esa sorprendente proposición usando aritmética simple, tuve cuidado de hablar en contra de cualquier conclusión comunista.

En el Sistema de contradicciones económicas, después de haber recordado y confirmado mi fórmula inicial, agregué otra completamente contraria, basada en consideraciones de un orden completamente diferente: una fórmula que no podía destruir la primera proposición ni ser demolida por ella: la propiedad es libertad. [...] Con respecto a la propiedad, como a todos los factores económicos, el daño y el abuso no pueden separarse del bien, como tampoco lo pueden separar el débito del activo en la contabilidad por partida doble. Uno necesariamente engendra el otro. Pretender acabar con los abusos de la propiedad es destruir la cosa misma; del mismo modo que eliminar un débito de una cuenta equivale a eliminarlo del registro de crédito.

Para Proudhon, la única fuente legítima de propiedad es el trabajo. Lo que cada persona produce es propiedad suya y de nadie más. Considerado un socialista libertario, Proudhon rechaza la propiedad capitalista de los medios de producción. Asimismo, rechaza la posesión de los productos del trabajo por parte de la sociedad, al considerar que «la propiedad del producto, aunque fuese concedida, no implica la propiedad del instrumento […] El derecho sobre el producto es exclusivo, jus in re; el derecho al instrumento es común, jus ad rem». Para Proudhon, sólo la propiedad cooperativa, gestionada en autogestión por productores libremente asociados, permite el desarrollo de las individualidades (ver: Mutualismo).
En 1866, en Théorie de la propriété, afirmó que "la propiedad es libertad", recordando que originalmente se refería sólo a aquellos que obtienen ingresos del trabajo de otros, sin trabajar ellos mismos. Para él, la propiedad es la única fuerza que puede servir de contrapeso al Estado.

## Frases similares
Jacques Pierre Brissot había escrito anteriormente, en sus Investigaciones filosóficas sobre el derecho de propiedad (Recherches philosophiques sur le droit de propriété et le vol), "La propiedad exclusiva es un robo por naturaleza". Marx escribiría más tarde en una carta de 1865 a un contemporáneo que Proudhon había tomado el lema de Warville (un nombre asumido por Brissot, donde se entiende que "Warville" es otro nombre para 'Brissot'; ver, ej., Jean Pierre Brissot de Warville), aunque esto es cuestionado por estudios posteriores.
En 1797, en Juliette o las prosperidades del vicio, el Marqués de Sade afirmó que el derecho de propiedad contra el robo "el hurto sólo se castiga porque atenta contra el derecho de propiedad; pero este derecho no es en sí mismo más que un robo; por lo tanto la ley castiga al hurto por lo que ataca al hurto".
Frases similares también aparecen en las obras de San Ambrosio, quien enseñó que superfluum quod tenes tu furaris (los bienes superfluos que tenéis los habéis robado) y Basilio de Cesarea (Ascetas, 34, 1-2).
Jean-Jacques Rousseau hizo la misma observación general cuando escribió: "El primer hombre que, después de cercar un terreno, se le ocurrió decir 'Esto es mío' y encontró gente lo suficientemente simple como para creerle, fue el verdadero fundador de sociedad civil. De cuántos crímenes, guerras y asesinatos, de cuántos horrores y desgracias nadie podría haber salvado a la humanidad, levantando las estacas o llenando las zanjas, y gritando a sus semejantes: ¡Cuidado con escuchar esto! impostor; estás perdido si alguna vez olvidas que los frutos de la tierra nos pertenecen a todos, y la tierra misma a nadie".
El marxista irlandés James Connolly se refirió al movimiento socialista como el "Gran Movimiento Antirrobo del Siglo XX".

## Crítica
Karl Marx, aunque inicialmente favorable a la obra de Proudhon, luego criticó, entre otras cosas, la expresión "la propiedad es un robo" por considerarla autocontraditoria e innecesariamente confusa, escribiendo que "el «robo» como violación de la propiedad, presupone la propiedad" y condenando a Proudhon por enredarse en "toda clase de sutiles razonamientos, oscuros hasta para él mismo, sobre la verdadera propiedad burguesa".
Max Stirner fue muy crítico con Proudhon, y en su obra, El único y su propiedad, hizo la misma crítica a la expresión de Proudhon ante Marx, preguntando: "¿Es posible el concepto de 'robo' a menos que se le dé validez al concepto de 'propiedad'? ¿Cómo se puede robar si aún no existe la propiedad? ... Por lo tanto, la propiedad no es un robo, pero el robo sólo es posible a través de la propiedad".